# Болије (Изер)
Болије (фр. Beaulieu) насеље је и општина у источној Француској у региону Рона-Алпи, у департману Изер која припада префектури Гренобл.
По подацима из 2011. године у општини је живело 634 становника, а густина насељености је износила 72,13 становника/km². Општина се простире на површини од 8,79 km². Налази се на средњој надморској висини од 260 метара (максималној 355 m, а минималној 160 m).

## Демографија
| 1962. | 1968. | 1975. | 1982. | 1990. | 1999. | 2011. |
| ----- | ----- | ----- | ----- | ----- | ----- | ----- |
| 344   | 372   | 410   | 432   | 450   | 514   | 634   |

График промене броја становника у току последњих година